# Whatever You Like ("Weird Al" Yankovic)
Whatever You Like è un singolo di "Weird Al" Yankovic estratto dall'EP Internet Leaks, ma sarà presente nel suo prossimo album in uscita nel 2010.
La canzone è la parodia di Whatever You Like di T.I..

## Significato
Il brano parla di un uomo che, sebbene abbia dei problemi economici e finanziari, continua a fare dei regali alla sua fidanzata.

## Tracce
1. Whatever You Like – 3:42

## Classifiche
| Classifica (2008)                     | Posizione massima |
| ------------------------------------- | ----------------- |
| U.S. Billboard Bubbling Under Hot 100 | 4                 |